# Paphiopedilum beyrodtianum
Paphiopedilum beyrodtianum là một loài thực vật có hoa trong họ Lan. Loài này được (hort.) Guillaumin mô tả khoa học đầu tiên năm 1924.